# 帕納吉奧蒂斯·塔赫齊迪斯
帕納吉奥蒂斯·塔赫齊迪斯（希臘語：Παναγιώτης Ταχτσίδης；1991年2月15日—）是一位希臘足球運動員，在場上的位置是中場。現效力羅馬尼亞足球甲級聯賽球隊克卢日。他也是希臘國家足球隊的一員。